# The Waybacks
Los Waybacks son una banda estadounidense de folk, bluegrass, americana y rock con base en el Área de la Bahía de San Francisco en California. En una entrevista en la emisora de radio pública NPR, se describieron a sí mismos como un "power trío con un violinista". Su repertorio se caracteriza por realizar versiones en estilo Bluegrass de álbumes completos de rock clásico como Led Zepppelin II de Led Zeppelin, Sticky Fingers de los Rolling Stones y Abbey Road de los Beatles. Han actuado con una amplia gama de artistas, incluidos Bob Weir, Emmylou Harris, Elvis Costello, Joan Osborne, Susan Tedeschi, Sam Bush, John Cowan, Gillian Welch, y David Rawlings.
A lo largo de su carrera han participado en numerosos festivales, como el MerleFest en Wilkesboro (Carolina del Norte), el Festival Riverbend en Chattanooga (Tennessee), y el Festival Hardly Strictly Bluegrass en el Golden Gate Park de San Francisco. También han encabezado el Great American Music Hall y Yoshi's en su ciudad natal, San Francisco. 

## Historia
La banda comenzó como un trío acústico en el pub irlandés The Plough And The Stars en San Francisco, con Stevie Coyle (voz, guitarra), Wayne "Chojo" Jacques (voz, violín, mandolina) y Glenn  Houston (guitarra). Poco después se unieron Peter Tucker (batería) y Chris Kee (voz, bajo).
El compositor, guitarrista principal y cantante James Nash reemplazó a Glenn Houston en junio de 1999, antes de la grabación del primer álbum de la  banda, Devolver. Con la incorporación de la composición de canciones de Nash y sus distintivas improvisaciones de guitarra,  y a pesar de no contar con una gestión profesional o una agencia, The Waybacks rápidamente pasaron de tocar en pequeños pubs y cafeterías locales a encabezar salas de conciertos de música folk y festivales de bluegrass. James Nash ha sido el más consistente de los miembros de la banda y aparece en todas las grabaciones tanto de estudio como en vivo.
La banda lanzó su primer álbum Devolver en mayo de 2000 que fue bien acogido por la crítica. Realizaron actuaciones en los festivales de música Strawberry y Wintergrass, y presentaciones en el Americana Music Festival en Nashville, TN, y Folk Alliance en Vancouver, BC, y Kerrville, TX. La banda comenzó a tener relevancia nacional a medida que se agregaron pistas de su primer álbum a las listas de reproducción de emisoras de radio como KPFK Los Ángeles, WNUR Chicago, WICN Boston, KFAI Minneapolis, WYEP Pittsburgh y WYMS Milwaukee.

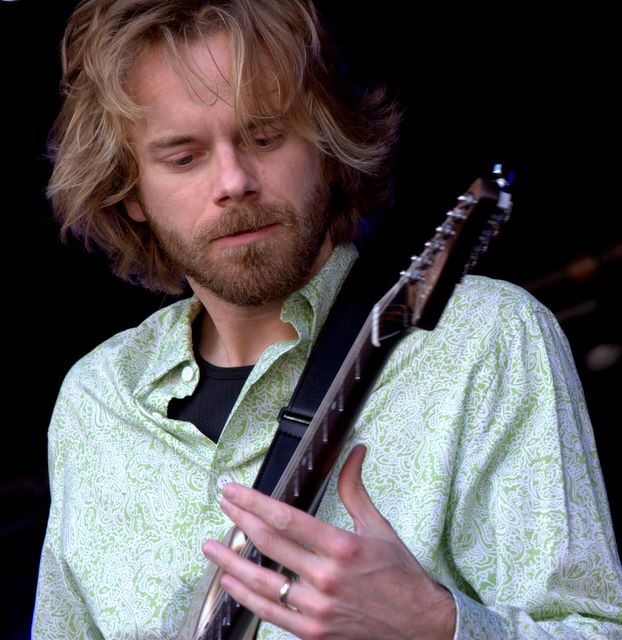
James Nash en el MerleFest de 2010.

El bajista Joe Kyle, Jr. y el batería Chuck Hamilton reemplazaron a Chris Kee y Peter Tucker a principios de 2001, cuando la banda exigió plena dedicación. Con estas incorporaciones grabaron su segundo álbum de estudio, Burger After Church, lanzado en 2002. El álbum fue descrito por David Royko del Chicago Tribune como el "equilibrio casi ideal entre irreverencia, talento, disciplina y originalidad". En 2003, contrataron al manager Michael Nash y a la agente Mary Brabec. El compositor, violinista y cantante Warren Hood reemplazó a Chojo Jacques en septiembre de 2004. La banda comenzó a grabar para Compass Records en 2006, lanzando From The Pasture To The Future, producido por Lloyd Maines. Stevie Coyle dejó la formación en septiembre de 2007. El álbum de 2008, Loaded, producido por Byron House, llegó al número 4 en la lista de los mejores álbumes de Bluegrass de Billboard, y contó con una aparición especial de Sam Bush en la mandolina.
Entre 2000 y 2009, The Waybacks promediaron entre 100 y 200 espectáculos por año. Las actuaciones de la banda incluyeron auditorios como el Kennedy Center, Ryman Auditorium, Old Town School of Music, The Warfield, The Fillmore y Bumbershoot, así como los festivales folclóricos de Edmonton. 
En julio de 2011 la banda lanzó un álbum en vivo que versionea el Eat A Peach de The Allman Brothers en su totalidad con Joan Osborne como voz principal. En abril de 2012, la banda organizó la quinta hora anual del álbum Merlefest, interpretando Are You Experienced de Jimi Hendrix con los vocalistas invitados Sarah Dugas, Susan Tedeschi, Jim Lauderdale y John Cowan. En los años siguientes, Album Hour se convirtió en un "pilar" del Merlefest, y se celebró durante 12 años consecutivos a partir de 2019, con la música de Tom Petty, Crosby, Stills, Nash y Young, Bob Dylan, The Band o Bruce Springsteen. El evento se convirtió en uno de los favoritos del público. En 2017, la revista Rolling Stone calificó el evento anual como "una de las actuaciones más esperadas del festival" y describió la adaptación de la banda de Sgt. Pepper's Lonely Hearts Club Band como "un tributo inventivo plagado de sonidos que abarcaron todo el mundo, era psicodélica".
En agosto de 2019, The Waybacks comenzaron a interpretar una canción de la banda norteafricana Tinariwen, que estaba recibiendo amenazas de muerte por su gira por el sureste de Estados Unidos.

## Discografía
- Devolver (2000)
- Burger After Church (2002)
- Way Live (2003)
- From the Pasture to the Future (2006)
- Loaded (2008)
- Hillside Album Hour 2008: Led Zeppelin II (2009)
- Merlefest Watson Stage w/Special Guests (2009)
- Secret Stage Mixes Vol. 1 - 3 (2009)
- Hillside Album Hour 2010: Abbey Road (2011)
- Hillside Album Hour 2011: Eat A Peach (2012)
- Hillside Album Hour 2012: Hendrix on the Hillside (2013)
- Hillside Album Hour 2013: After The Flood (2014)
- Hillside Album Hour 2014: Deja View (2015)
- Hillside Album Hour 2015: Back in the USA (2016)
- Hillside Album Hour 2016: Birdsongs (2017)
- Hillside Album Hour 2017: With A Lotta Help From Our Friends (2018)
- Hillside Album Hour 2018: Full On The Hill (2019)
- Hillside Album Hour 2019: Stairway To Hillside (2020)
- Hillside Album Hour 2021: Halfway To Heaven (2022)